# Уравнение синус-Гордона
Уравнение синус-Гордона — это нелинейное гиперболическое уравнение в частных производных в 1 + 1 измерениях, включающее в себя оператор Даламбера и синус неизвестной функции. Изначально оно было рассмотрено в XIX веке в связи с изучением поверхностей постоянной отрицательной кривизны. Это уравнение привлекло много внимания в 1970-х годах из-за наличия у него солитонных решений.

## Происхождение уравнения и его названия
Существует две эквивалентные формы уравнения синус-Гордона. В (вещественных) координатах пространство-время, обозначенных (x, t), уравнение имеет вид
{\displaystyle \varphi _{tt}-\varphi _{xx}+\sin \varphi =0.}
При переходе к координатам светового конуса (u, v), близким к асимптотическим координатам, где
{\displaystyle u={\frac {x+t}{2}},\quad v={\frac {x-t}{2}},}
уравнение принимает вид
{\displaystyle \varphi _{uv}=\sin \varphi .}
Это исходная форма уравнения синус-Гордона, в которой оно было рассмотрено в XIX веке в связи с изучением поверхностей постоянной гауссовой кривизны K = −1, также называемых псевдосферами. Выберем систему координат, в которой координатная сетка u = const, v = const задаётся асимптотическими линиями, параметризованными длиной дуги. Первая квадратичная форма данной поверхности в таких координатах примет специальный вид:
{\displaystyle ds^{2}=du^{2}+2\cos \varphi \,du\,dv+dv^{2},}
где φ — угол между асимптотическими линиями, и для второй квадратичной формы, L = N = 0. Тогда уравнение Петерсона ― Кодацци, отражающее условие совместимости между первой и второй квадратичными формами, приводит к уравнению синус-Гордона. Изучение этого уравнения и соответствующих преобразований псевдосфер в XIX веке Бьянки и Бэклундом привели к открытию преобразований Бэклунда.
Название «уравнение синус-Гордона» — каламбур на тему хорошо известного в физике уравнения Клейна — Гордона:
{\displaystyle \varphi _{tt}-\varphi _{xx}+\varphi =0.}
Уравнение синус-Гордона является уравнением Эйлера — Лагранжа для лагранжиана
{\displaystyle {\mathcal {L}}_{\text{sine-Gordon}}(\varphi ):={\frac {1}{2}}(\varphi _{t}^{2}-\varphi _{x}^{2})-1+\cos \varphi .}
Используя разложение в ряд Тейлора косинуса
{\displaystyle \cos(\varphi )=\sum _{n=0}^{\infty }{\frac {(-\varphi ^{2})^{n}}{(2n)!}}}
в данном лагранжиане, он может быть записан как лагранжиан Клейна — Гордона плюс члены более высокого порядка
{\displaystyle {\begin{aligned}{\mathcal {L}}_{\text{sine-Gordon}}(\varphi )&={\frac {1}{2}}(\varphi _{t}^{2}-\varphi _{x}^{2})-{\frac {\varphi ^{2}}{2}}+\sum _{n=2}^{\infty }{\frac {(-\varphi ^{2})^{n}}{(2n)!}}=\\&=2{\mathcal {L}}_{\text{Klein–Gordon}}(\varphi )+\sum _{n=2}^{\infty }{\frac {(-\varphi ^{2})^{n}}{(2n)!}}.\end{aligned}}}

## Солитоны
Интересное свойство уравнения синус-Гордона — существование солитонных и многосолитонных решений.

### Односолитонное решение
Уравнение синус-Гордона имеет следующие односолитонные решения:
{\displaystyle \varphi _{\text{soliton}}(x,t):=4\arctan e^{m\gamma (x-vt)+\delta },}
где
{\displaystyle \gamma ^{2}={\frac {1}{1-v^{2}}}.}
Односолитонное решение, для которого мы выбрали положительный корень для {\displaystyle \gamma }, называется кинк и представляет виток по переменной {\displaystyle \varphi }, который переводит одно решение {\displaystyle \varphi =0} в смежное {\displaystyle \varphi =2\pi }. Состояния {\displaystyle \varphi =0{\pmod {2\pi }}} известны как вакуумные, так как они являются постоянными решениями нулевой энергии. Односолитонное решение, в котором мы взяли отрицательный корень для {\displaystyle \gamma }, называется антикинк. Форма односолитонных решений может быть получена посредством применения преобразования Бэклунда к тривиальному (постоянному вакуумному) решению и интегрированию получившихся дифференциальных уравнений первого порядка:
{\displaystyle \varphi '_{u}=\varphi _{u}+2\beta \sin {\frac {\varphi '+\varphi }{2}},}
{\displaystyle \varphi '_{v}=-\varphi _{v}+{\frac {2}{\beta }}\sin {\frac {\varphi '-\varphi }{2}},\quad \varphi =\varphi _{0}=0.}
Односолитонные решения могут быть визуализированы посредством синус-гордоновской модели упругой ленты. Примем виток упругой ленты по часовой стрелке (левовинтовой) за кинк с топологическим зарядом {\displaystyle \vartheta _{\textrm {K}}=-1}. Альтернативный виток против часовой стрелки (правовинтовой) с топологическим зарядом {\displaystyle \vartheta _{\textrm {AK}}=+1} будет антикинком.
|  |  |

### Двухсолитонные решения
Многосолитонные решения могут быть получены посредством непрерывного применения преобразования Бэклунда к односолитонному решению, как предписывается решёткой Бьянки, соответствующей результатам преобразования. 2-солитонные решения уравнения синус-Гордона проявляют некоторые характерные свойства солитонов. Бегущие синус-гордоновские кинки и/или антикинки проходят сквозь друг друга как полностью проницаемые, и единственный наблюдаемый эффект — фазовый сдвиг. Так как сталкивающиеся солитоны сохраняют свою скорость и форму, такой вид взаимодействия называется упругим столкновением.
Другие интересные двухсолитонные решения возникают из возможности спаренного кинк-антикинкового поведения, известного как бризер. Известно три типа бризеров: стоячий бризер, бегущий высокоамплитудный бризер и бегущий малоамплитудный бризер.
|  |  |

|  |  |

|  |

### Трёхсолитонные решения
Трёхсолитонные столкновения между бегущим кинком и стоячим бризером или бегущим антикинком и стоячим бризером приводят к фазовому сдвигу стоячего бризера. В процессе столкновения между движущимся кинком и стоячим бризером сдвиг последнего {\displaystyle \Delta _{\textrm {B}}} даётся соотношением
{\displaystyle \Delta _{B}={\frac {2\operatorname {arctanh} {\sqrt {(1-\omega ^{2})(1-v_{\text{K}}^{2})}}}{\sqrt {1-\omega ^{2}}}},}
где {\displaystyle v_{\text{K}}} — скорость кинка, а {\displaystyle \omega } — частота бризера. Если координата стоячего бризера до столкновения — {\displaystyle x_{0}}, то после столкновения она станет {\displaystyle x_{0}+\Delta _{\text{B}}}.
|  |  |

## Связанные уравнения
Уравнение шинус-Гордона:
{\displaystyle \varphi _{xx}-\varphi _{tt}=\sinh \varphi .}
Это уравнения Эйлера — Лагранжа для лагранжиана
{\displaystyle {\mathcal {L}}={\frac {1}{2}}(\varphi _{t}^{2}-\varphi _{x}^{2})-\cosh \varphi .}
Другое тесно связанное с уравнением синус-Гордона — это эллиптическое уравнение синус-Гордона:
{\displaystyle \varphi _{xx}+\varphi _{yy}=\sin \varphi ,}
где {\displaystyle \varphi } — функция переменных x и y. Это уже не солитонное уравнение, но оно имеет много похожих свойств, так как оно связано с уравнением синус-Гордона аналитическим продолжением (или поворотом Вика) y = it.
Эллиптическое уравнение шинус-Гордона может быть определено аналогичным образом.
Обобщение даётся теорией поля Тоды.

## Квантовая версия
В квантовой теории поля модель синус-Гордона содержит параметр, который может быть отождествлён с постоянной Планка. Спектр частиц состоит из солитона, антисолитона и конечного (возможно, нулевого) числа бризеров. Число бризеров зависит от данного параметра. Множественные рождения частиц сокращаются на уравнениях движения.
Квазиклассическое квантование модели синус-Гордона было осуществлено Людвигом Фаддеевым и Владимиром Корепиным. Точная квантовая матрица рассеяния была открыта Александром и Алексеем Замолодчиковыми. Данная модель s-дуальна модели Тирринга.

## В конечном объёме и на луче
Также рассматривают модель синус-Гордона на круге, отрезке прямой или луче. Возможно подобрать граничные условия, которые сохраняют интегрируемость данной модели. На луче спектр частиц содержит пограничные состояния кроме солитонов и бризеров.

## Суперсимметричная модель синуса-Гордона
Суперсимметричный аналог модели синус-Гордона также существует. С таким же успехом для него могут быть найдены сохраняющие интегрируемость граничные условия.